# Заборона російських книжок в Україні
Заборона російських книжок в Україні відповідно до українського законодавства поширюється на видавничу продукцію, що «має походження або виготовлена та/або випущена у світ, та/або ввозиться з території» держави-агресора, Республіки Білорусь, тимчасово окупованої території України (крім розповсюдження видавничої продукції, що має походження або виготовлена та випущена у світ на тимчасово окупованій території України до її тимчасової окупації), а також книжкових видань, що містять твори, автори яких є або були «у будь-який період після 1991 року громадянами держави-агресора, за винятком колишніх громадян держави-агресора, які є (або на момент смерті були) громадянами України і не мають (на момент смерті не мали) громадянства держави-агресора».

## Історія

### 2016―2022
Ідея заборони російських книжок в Україні актуалізувалась у зв'язку з вторгненням росіян в Україну 2014 року. У 2015 році  рішенням Державним комітетом телебачення і радіомовлення було заборонено для ввозу 38 російських книг,  серед яких ― Олександра Дугіна, Едуарда Лимонова та Сергія Глазьєва. Метою заборони названо «захист українських громадян від використання методів інформаційної війни та дезінформації проти поширення ідеології ненависті, фашизму, ксенофобії та сепаратизму». 
На законодавчому рівні обмеження на ввезення російських книжок в Україні були запроваджені у 2016 року. Відповідний законопроект розглядався у Верховній Раді з вересня 2016 року і  був підписаний президентом України Петром Порошенком 30 грудня 2016 року. Закон передбачав заборону на ввезення на території України продукції, що «має походження або виготовлена та/або ввозиться з території держави-агресора, тимчасово окупованої території України, може бути ввезена на митну територію України та розповсюджена на її території, за умови наявності відповідного дозволу, крім видавничої продукції, що ввозиться громадянами в ручній поклажі або супроводженому багажі загальною кількістю не більше 10 примірників». Дозволи терміном до 5 років надавались  Державним комітетом телебачення і радіомовлення.
У вересні 2018 року Львівська обласна рада заборонила публічне використання російськомовних книг, фільмів та пісень у регіоні, вироблені в Україні.

### 2022―2024
Повномасштабна російська агресія активізувала процеси відмови української влади та суспільства від російської культури. На початку березня 2022 року Державний комітету з питань радіо і телебачення повідомив про припинення видачу дозволів на ввезення російської продукції та скасування існуючих. 13 червня 2022 група депутатів подала до Верховної ради України законопроєкт 2309-IX, що забороняє ввезення в Україну книг, написаних авторами-громадянами країни-агресора. Закон був проголосований 19 червня 2022. Зволікання Президента України В. Зеленського із підписанням закону впродовж року викликало деяку критику  і спричинило написання відповідної петиції, відтак законопроект був підписаний Зеленським і набув чинності через рік після прийняття.  

## Оцінки і вплив на ситуацію на книжковому ринку
За даними українських видавців до 2012-го продукція російських видавців та дистриб’юторів заповнювала до 90% ринку, у 2016-2022 ― від 50% до 70%, причиною чому був більший масштаб російського ринку. 
У 2016 році заборона викликала негативну реакцію шанувальників російської літератури, які прогнозували зрив бізнесу, дефіцит, а також зростання чорного ринку книг. Серед заборонених книг ― романи Бориса Акуніна, мемуари Володимира Висоцького, низка дитячих книг про російських епічних персонажів, а також деякі мемуари та історичні книги. Разом з тим на думку В. Капранова книжковий ринок «не тільки не спорожнів, але й надав поштовху насамперед розвиткові перекладеної літератури». 
Після початку повномасштабної війни видавці фіксують збільшення частки продажів українських книг. Разом з тим існують свідчення й про намагання російських видавництв діяти в обхід заборони через афілійовані компанії.